# پایگاه هوایی ساراگوسا
پایگاه هوایی ساراگوسا  (به انگلیسی: Zaragoza Air Base) یک فرودگاه پایگاه نیروی هوایی است . این فرودگاه در شهر ساراگوسا کشور اسپانیا قرار دارد .